# Kulimina Corona
La Kulimina Corona è una struttura geologica della superficie di Venere.